# Daniyel Cimen
Daniyel Cimen (nacido el 19 de enero de 1985 en Hanau, en la región de Hesse, Alemania) es un exfutbolista germano-turco que jugaba como centrocampista.

## Clubes
| Club                         | País     | Año       |
| ---------------------------- | -------- | --------- |
| Eintracht Fráncfort          | Alemania | 2002-2007 |
| Eintracht Brunswick (cedido) | Alemania | 2007      |
| Kickers Offenbach            | Alemania | 2007-2008 |
| FC Erzgebirge Aue            | Alemania | 2008-2010 |
| Eintracht Fráncfort II       | Alemania | 2010-2012 |
| FC Hanau 93                  | Alemania | 2013-2019 |
| SpVgg Groß-Umstadt           | Alemania | 2019-2023 |
| FC Gießen II                 | Alemania | 2023-2024 |